# Кованен, Тауно
Тауно Инто Кованен (фин. Tauno Into Kovanen; 20 июня 1917 — 9 февраля 1986) — финский борец греко-римского стиля, призёр Олимпийских игр.
Тауно Кованен родился в 1917 году в Куру. Борьбой он занялся лишь в 1947 году, и в 1952 году в 35-летнем возрасте смог завоевать бронзовую медаль на Олимпийских играх в Хельсинки.
Тауно Кованен работал полицейским, и дважды выигрывал чемпионат Европы по борьбе среди полицейских.